# Andre Stojka
Andre Stojka, född 26 maj 1944, är en amerikansk röstskådespelare. Han är mest känd för att ha gjort rösten åt Uggla i Nalle Puh sedan Hal Smith avled i hjärtattack år 1994. Han har också gjort vissa röster i Grymma sagor med Billy & Mandy och i en Scooby Doo TV-serie.